# Zhang Yi (General, † 255)
Zhang Yi (chinesisch 張嶷 / 张仪, Pinyin Zhāng Yí; † 255) war ein General des Kaiserreichs Shu in China zur Zeit der Drei Reiche. In Zhuge Liangs Südlicher Kampagne trug er zur Niederschlagung der Nanman-Stämme unter Meng Huo bei. Später fiel er bei einem Feldzug von Jiang Wei gegen das Reich Wei, als er den Feind von Jiang Wei ablenkte.
Er wird im Roman Die Geschichte der Drei Reiche erwähnt.